# سارة كاثرين فرالي هالويل
سارة كاثرين فرالي هالويل (بالإنجليزية: Sarah Catherine Fraley Hallowell)‏ هي محرِّرة وصحفية أمريكية، ولدت في 1833، وتوفيت في 1914.